# 캐서린 위닉
캐서린 위닉(영어: Katheryn Winnick, 1977년 12월 17일 ~ )는 캐나다의 배우이다. 《어뮤즈먼트》(2008년), 《본즈》(2010년), 《어 글림프스 인사이드 더 마인드 오브 찰스 스완 3세》(2012년), 《바이킹스》(2013년-현재), 《아트 오브 더 스틸》에서의 배역으로 잘 알려져 있다.

## 어린 시절
위닉은 온타리오주 에토비코에서 우크라이나계 캐나다인으로 태어났다. 모국어로서 우크라이나어를 구사했으며, 8세까지 영어를 하지 못했다. 7세부터 격투기를 배우기 시작했고, 13살 때 검은띠를 땄다. 21세쯤에는 3종류의 격투기를 시작했다.

## 경력
위닉은 《멋진 녀석들》, 《달콤한 백수와 사랑 만들기》, 《러브 & 드럭스》, 《킬러스》 등 많은 영화들에 출연했다. 여러 텔레비전 프로그램에 게스트 출연했으며, 《하우스》, 《글래이즈》, 《본즈》, 《로 앤 오더》, 《뉴욕 특수수사대》, 《CSI》, 《CSI: 뉴욕》, 《CSI: 마이애미》, 《크리미널 마인드》, 《퍼슨 오브 인터레스트》, 《니키타》 등에 출연했다. 《본즈》에서, 그녀는 아프가니스칸 전쟁을 취재한 종군 기자 및 주인공인 실리 부스 역의 연인이 된 해나 벌리 역을 연기했다.
위닉은 2009년 선댄스 영화제에서 첫 공개된 코미디 드라마 영화 《영혼을 빌려드립니다》에 출연했다. 2011년에, 위닉은 The CW의 첩보 드라마 《니키타》에 게스트 역으로 캐스팅됐다. 2013년에, 《어 글림프스 인사이드 더 마인드 오브 찰스 스완 3세》와 코미디 영화 《아트 오브 더 스틸》에 출연했다. 그녀는 또한 히스토리 채널의 《바이킹스》에 합류하여, 바이킹 역사에서 전설적인 인물인 라게르타 역으로 출연하고 있다. 2017년 7월, 위닉은 본인의 트위터 계정으로 계획 중인 한 영화 계획에서 역할로 캐스팅됐고, 그 영화는 샌디에이고 코믹콘에서 알려질 것이라 밝혔다. 그녀는 비디오 게임 《콜 오브 듀티: WWII》의 나치 좀비 모드의 중요 역할로 캐스팅되었다고 이후에 밝혔다.
2018년 7월, 위닉이 공개 예정 중인 넷플릭스의 영화 드라마 《우 어새신》에서 크리스틴 "C.G." 개빈 역으로 캐스팅 되었다는 것이 알려졌다.

## 출연작

### 영화
| 연도 | 제목                                              | 배역            | 참고       |
| ---- | ------------------------------------------------- | --------------- | ---------- |
| 2001 | 바이오하자두스                                    | Jennifer        |            |
| 2002 | Smoking Herb                                      | Marcia          |            |
| 2002 | The It Factor                                     | Herself         |            |
| 2002 | Fabled                                            | Liz             |            |
| 2002 | Daddy's Little Girl                               | N/A             | 단편 영화  |
| 2002 | 투 윅스 노티스                                    | Tiffany         |            |
| 2003 | 왓 앨리스 파운드                                  | Julie           |            |
| 2004 | 첫 키스만 50번째                                  | Young Woman     |            |
| 2004 | 스탄스 리틀 헬퍼                                  | Jenna Whooly    |            |
| 2004 | 고잉 투 디스턴스                                  | Trish           |            |
| 2004 | Our Time is Up                                    | Waif            | Short film |
| 2005 | 헬레이저 8: 헬월드                                | Chelsea         |            |
| 2006 | 클라우드 9                                        | Olga            |            |
| 2006 | Kiss Me Again                                     | Chalice         |            |
| 2006 | 달콤한 백수와 사랑 만들기                         | Melissa         |            |
| 2007 | 니체가 눈물을 흘릴 때                             | 루 살로메       |            |
| 2008 | 어뮤즈먼트                                        | Tabitha         |            |
| 2009 | 영혼을 빌려드립니다                               | Sveta           |            |
| 2010 | Tranced                                           | Cleo            |            |
| 2010 | Night and Day                                     | July            | 단편 영화  |
| 2010 | 라디오 프리 앨브무스                              | Rachel Brady    |            |
| 2010 | 추즈                                              | Fiona Wagner    |            |
| 2010 | 킬러스                                            | Vivian          |            |
| 2010 | 러브 & 드럭스                                     | 'Lisa'          |            |
| 2011 | Bat $#*! Crazy                                    | Girlfriend      |            |
| 2012 | Children of the Air                               | Samantha Thomas | 단편 영화  |
| 2012 | 멋진 녀석들                                       | Oxana           |            |
| 2012 | 어 글림프스 인사이드 더 마인드 오브 찰스 스완 3세 | Ivana           |            |
| 2013 | 아트 오브 더 스틸                                 | Lola            |            |
| 2016 | Stripped                                          | Margaret Dupre  | 단편 영화  |
| 2017 | 다크타워: 희망의 탑                               | Laurie Chambers |            |
| 2019 | 폴라                                              | 비비언          | [ 9 ]      |
| 2021 | 마크맨                                            | 사라            |            |
| 2021 | 원더                                              | 엘사 바이서로이 |            |

### 텔레비전
| 연도      | 제목                   | 배역                   | 각주                             |
| --------- | ---------------------- | ---------------------- | -------------------------------- |
| 1999      | PSI 팩터               | Suzie                  | 에피소드: "Sacrifices"           |
| 1999      | Student Bodies         | Holly Benson           | 조연, 5 episodes                 |
| 2000      | 레릭 헌터              | Roselyn                | 에피소드: "Nine Lives"           |
| 2001      | Screech Owls           | Brianna Styles         | 에피소드: "Face Off"             |
| 2002      | Tracker                | Laura                  | 2편                              |
| 2002      | 뉴욕 특수수사대        | Karyn Bennett          | 에피소드: "Seizure"              |
| 2003      | 오즈                   | Liesel Robson          | 에피소드: "4giveness"            |
| 2003      | 와일드 카드            | Kendall                | 에피소드: "Hell Week"            |
| 2003      | 10-8: Officers on Duty | Lucy Johnson           | 에피소드: "Lucy in the Sky"      |
| 2004      | CSI: 마이애미          | Nicole Harjo           | 에피소드: "Rap Sheet"            |
| 2004      | 미싱                   | Julie Snyder           | 에피소드: "In the Midnight Hour" |
| 2005      | CSI: 뉴욕              | Lisa Kay               | 에피소드: "Corporate Warriors"   |
| 2005      | Trump Unauthorized     | 이방카 트럼프          | 텔레비전 영화                    |
| 2006      | 크리미널 마인드        | Maggie Lowe            | 에피소드: "Somebody’s Watching"  |
| 2006      | 13 Graves              | Amy                    | 텔레비전 영화                    |
| 2007      | 하우스                 | Eve                    | 에피소드: "One Day, One Room"    |
| 2007      | Tipping Point          | Nina Patterson         | 텔레비전 영화                    |
| 2007      | Law Dogs               | Lisa Bennett           | 텔레비전 영화                    |
| 2008      | 로 앤 오더             | Sarah Shipley          | 에피소드: "Excalibur"            |
| 2008      | 뉴욕 특수수사대        | Carrie Conlon          | 에피소드: "Faithfully"           |
| 2009      | CSI: 과학수사대        | Maureen Martin         | 에피소드: "One to Go"            |
| 2010      | 게이츠                 | Kat Russo              | 에피소드: "Identity Crisis"      |
| 2010–2011 | 본즈                   | Hannah Burley          | 조연, 11편                       |
| 2011      | 글래이즈               | Valerie Dorman         | 에피소드: "Lost and Found"       |
| 2011      | 니키타                 | Kelly                  | 에피소드: "Partners"             |
| 2012      | 트랜스포터: 시리즈     | Darcy Daniels          | 에피소드: "Hot Ice"              |
| 2013–현재 | 바이킹스               | 라게르타               | 주연                             |
| 2015      | 퍼슨 오브 인터레스트   | Frankie Wells          | 에피소드: "Skip"                 |
| 2019      | 우 어쌔신              | Christine "C.G." Gavin | 주연; 공개 예정 드라마           |

### 비디오 게임
| 연도 | 제목               | 역할          |
| ---- | ------------------ | ------------- |
| 2017 | 콜 오브 듀티: WWII | Marie Fischer |

## 수상 및 후보
| 연도 | 시상식                       | 부문                                                                 | 작품명              | 결과 | 각주.         |
| ---- | ---------------------------- | -------------------------------------------------------------------- | ------------------- | ---- | ------------- |
| 2012 | Beverly Hills 영화제         | 여우주연상                                                           | Children of the Air | 수상 |               |
| 2014 | 캐나다 영화상                | Best Performance by an Actress in a Continuing Leading Dramatic Role | 바이킹스            | 후보 | [ 10 ]        |
| 2014 | Women's Image Network Awards | 드라마 부문 여우주연상                                               | 바이킹스            | 후보 | [ 11 ]        |
| 2015 | 크리틱스 초이스 텔레비전상   | 드라마 부문 여우조연상                                               | 바이킹스            | 후보 | [ 12 ]        |
| 2015 | 골든 메이플 어워드           | 미국내 방영 드라마 여우주연상                                        | 바이킹스            | 후보 | [ 13 ] [ 14 ] |
| 2015 | Women's Image Network Awards | 드라마 부문 여우주연상                                               | 바이킹스            | 후보 |               |
| 2016 | Women's Image Network Awards | 드라마 부문 여우주연상                                               | 바이킹스            | 후보 |               |